# Johann Joachim Spalding
Johann Joachim Spalding est un théologien protestant prussien, né le 1er novembre 1714 à Tribsees (Arrondissement de Poméranie-Occidentale-Rügen), qui est à l'époque sous suzeraineté suédoise, et décédé le 25 mai 1804.
Il s’acquiert une grande réputation comme prédicateur, comme théologien et comme écrivain. Lavater voulut étudier auprès de lui avant d’entrer dans le ministère pastoral.

## Œuvres
Le principal ouvrage de Spalding, De la destination de l’homme (1748), est traduit en français par la reine Élisabeth de Prusse, épouse du grand Frédéric (Berlin, 1770, in-8°).
Nous citerons encore de lui, en allemand : la Religion est l’affaire la plus importante de l’humanité (1707, in-8°).